# Yunyangosaurus puanensis
Yunyangosaurus (que significa "lagarto del condado de Yunyang") es un género de dinosaurios megalosauroides de la Formación Xintiangou en Chongqing, China. El tipo y la única especie es Yunyangosaurus puanensis. El nombre se anunció por primera vez en el libro de resúmenes SVP de 2019 antes de que se describiera formalmente en 2020.
El espécimen consiste en un esqueleto parcial desarticulado que consta de "once vértebras presacro, varias costillas cervicales y dorsales y cheurones". A juzgar por los restos, el animal habría tenido 4,7 metros de largo.